# Cantonul Beaumont-du-Périgord
Cantonul Beaumont-du-Périgord este un canton din arondismentul Bergerac, departamentul Dordogne, regiunea Aquitania, Franța.

## Comune
- Bayac
- Beaumont-du-Périgord (reședință)
- Bourniquel
- Labouquerie
- Monsac
- Montferrand-du-Périgord
- Naussannes
- Nojals-et-Clotte
- Rampieux
- Saint-Avit-Sénieur
- Sainte-Croix
- Sainte-Sabine-Born